# هارشا

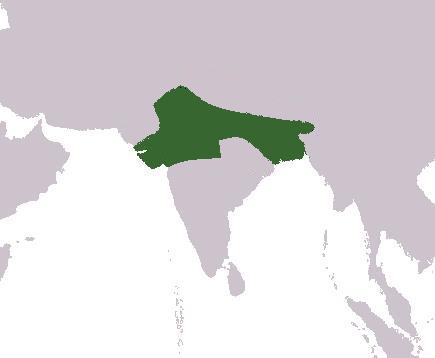
إمبراطورية هارشا (606 - 647).

هارشا أو هارشافاردانا (بالإنجليزية: Harsha or Hashavardhana)‏ أو هارشا فاردان (590 - 647م) كان إمبراطورا هنديا (في بداية حياته كان هندوسيا ملتزما، لكن لاحقا أصبحت عقيدته مزيجا من الهندوسية والبوذية) حكم شمال الهند لـ41 عاماً. وفي ذروة قوة مملكته كانت تشمل البنجاب وغوجارات والبنغال وأوريسا والسهل الهندو-غانغي. بعد السقوط المفاجئ لإمبراطورية جوبتا في أواسط القرن السادس الميلادي عاد شمال الهند إلى مجموعة من الجمهوريات والممالك الصغيرة. وقد قام هارشا بتوحيد هذه الجمهوريات الصغيرة من البنجاب إلى وسط الهند، وكان قد تُوّج كملك بعد اجتماع في شهر نيسان (أبريل) من عام 606م عندما كان عمره 16 عاماً فقط.

## صعود هارشا
بعد أن تزوج الملك الماوخاري (سلالة كانت تحكم في الهند) «غارهافارمان» من أخت هارشا ببضع سنين هُزم (أي الملك الماوخاري) وقتل على يد ملك يُدعى «ديفا جوبتا» (وهو ينحدر من سلالة «فاكاتاكا» والتي حكمت أجزاءً من مناطقٍ هي اليوم ماهاراشترا وماديا براديش). وبعد موته زُجّت أخت هارشا في السجن. ولم يستطع أخ هارشا أن يتحمل هذه الإهانة لعائلته، فسار إلى ديفا جوبتا وهزمه. لكن في هذه الأثناء قام «ساسانكا» (حاكم إقليم «غاودا» الذي يقع في شرق البنغال) بزيارة أخ هارشا - الذي كان قد هزم ديفا جوبتا - بحجة أنه صديقه (وقد كان صديقه فعلاً لكنه كان متحالفاً سراً مع ديفا جوبتا الذي هُزم سابقاً) وقتله.
وعندما سمع هارشا حول مقتل أخيه قرر السير إلى ديفا جوبتا وساسانكا، وقام بقتل جوبتا بينما أفلت ساسانكا. وحينها اعتلا العرش وقد كان عمره 16 عاماً.

## حروب هارشا
بالرغم من أنه كان صغيرا عندما اعتلا العرش إلى أنه أصبح فاتحا عظيما وقادرا على إدارة دولته. وبعد أن أصبح قويا قام بتوحيد مملكتي ثانيسار وقنوج ونقل عاصمته من ثانيسار إلى قنوج.
أعلن هارشا أنه سوف يُعاقب عدوه «ساسانكا» حاكم غاودا. وقام - أي هارشا - بالتحالف مع «بهاسكارافارمان» (حاكم مملكة كاماروبا والتي حكمت إقليم أسام) وسار إلى ساسانكا. وبالرغم من أنه هزم عدوه، إلى أن نتيجة المعركة لم تكن حاسمةً حيث أن ساسانكا بقي يحكم جزءاً كبيراً من مملكته. وفقط بعد موته كان هارشا قادرا على تجريد ابنه «مانافا» من مملكته (أي أنه كان قادرا على تجريد ساسانكا من مملكته لكنه كان ميتاً فجرد ابنه منها). حيث أنه فتح بيهار وقنوج وشمال إقليم البنغال (وبما أنه كان متحالفاً مع بهاسكارافارمان فقد أخذ هو بقية مملكة ساسانكا). وقد فتح أيضا منطقة غوجارات و«غانجام» والتي هي اليوم جزءُ من ولاية أوريسا الهندية.
وقد قاده طموحه إلى محاولة غزو جنوب الهند، لكن الملك التشالكيايي (سلالة هندية) - وهو حاكم منطقة «فاتابي» الواقعة شمال كارناتاكا - أوقفه. فقد هزم جيش هارشا على ضفة نهر نارمادا في عام 620م. ونتيجة لذلك أُقيمت هدنة وأصبح نهر نارمادا هو الحدود الجنوبية لمملكة هارشا.

## روابط خارجية
- هارشا على موقع الموسوعة البريطانية (الإنجليزية)